# IFNAR2
زنجیرهٔ بتای گیرندهٔ اینترفرون آلفا/بتا (انگلیسی: Interferon-alpha/beta receptor beta chain) یک پروتئین است که در انسان توسط ژن «IFNAR2» کُد می‌شود.

## عملکرد
این پروتئین نوعی پروتئین تراغشایی تک‌عبوری (نوع ۱) است یکی از دو زنجیرهٔ گیرندهٔ اینترفرون آلفا/بتا را تشکیل می‌دهد. فعال‌شدن این گیرنده،  سبب تحریک جانوس کیناز شده که در نهایت منجر به فسفریلاسیون چند پروتئین از جمله STAT1 و STAT2 می گردد. چندین گونهٔ رونویسی ژنی مختلف که منجر به تولید دست‌کم دو ایزوفرم از این پروتئین می‌شود، کشف شده‌است.
این پروتئین با مولکول‌های زیر، تعامل پروتئین-پروتئین دارد:
- GNB2L1[۶][۷]
- IFNA2[۸]
- STAT1[۶][۹]
- STAT2[۹][۱۰]

## اهمیت بالینی
پژوهش‌گران نشان داده‌اند که کمبود بیان ژن «IFNAR2» و افزایش بیان ژن «TYK2» زمینه‌ساز بروز نوع مرگبار کووید ۱۹ می‌گردد.